# Nisipurile de la Dăbuleni
Nisipurile de la Dăbuleni alcătuiesc o arie de protecție specială avifaunistică (sit SPA) situată în partea sudică a României, pe teritoriile județelor Dolj (26%) și Olt (74%).

## Localizare
Aria naturală se întinde în extremitatea sud-estică a județului Dolj, pe teritoriul administrativ al orașului Dăbuleni și pe cel al comunei Călărași și în ce sud-vestică a județului Olt, pe teritoriile comunelor Grojdibodu, Gura Padinii și Ianca. Situl se află în apropierea drumului național DN54A care leagă Corabia și Bechet.

## Înființare
Situl ”Nisipurile de la Dăbuleni” (cu o suprafață totală de 11.009,2 ha.) a fost declarat arie de protecție specială avifaunistică prin Hotărârea  de Guvern nr. 971 din 5 octombrie 2011 (pentru modificarea și completarea Hotărârii Guvernului nr. 1.284/2007 privind declararea ariilor de protecție specială avifaunistică ca parte integrantă a rețelei ecologice europene Natura 2000 în România). Acesta se suprapune (parțial) cu rezervația naturală Casa Pădurii din Pădurea Potelu.

## Biodiversitate

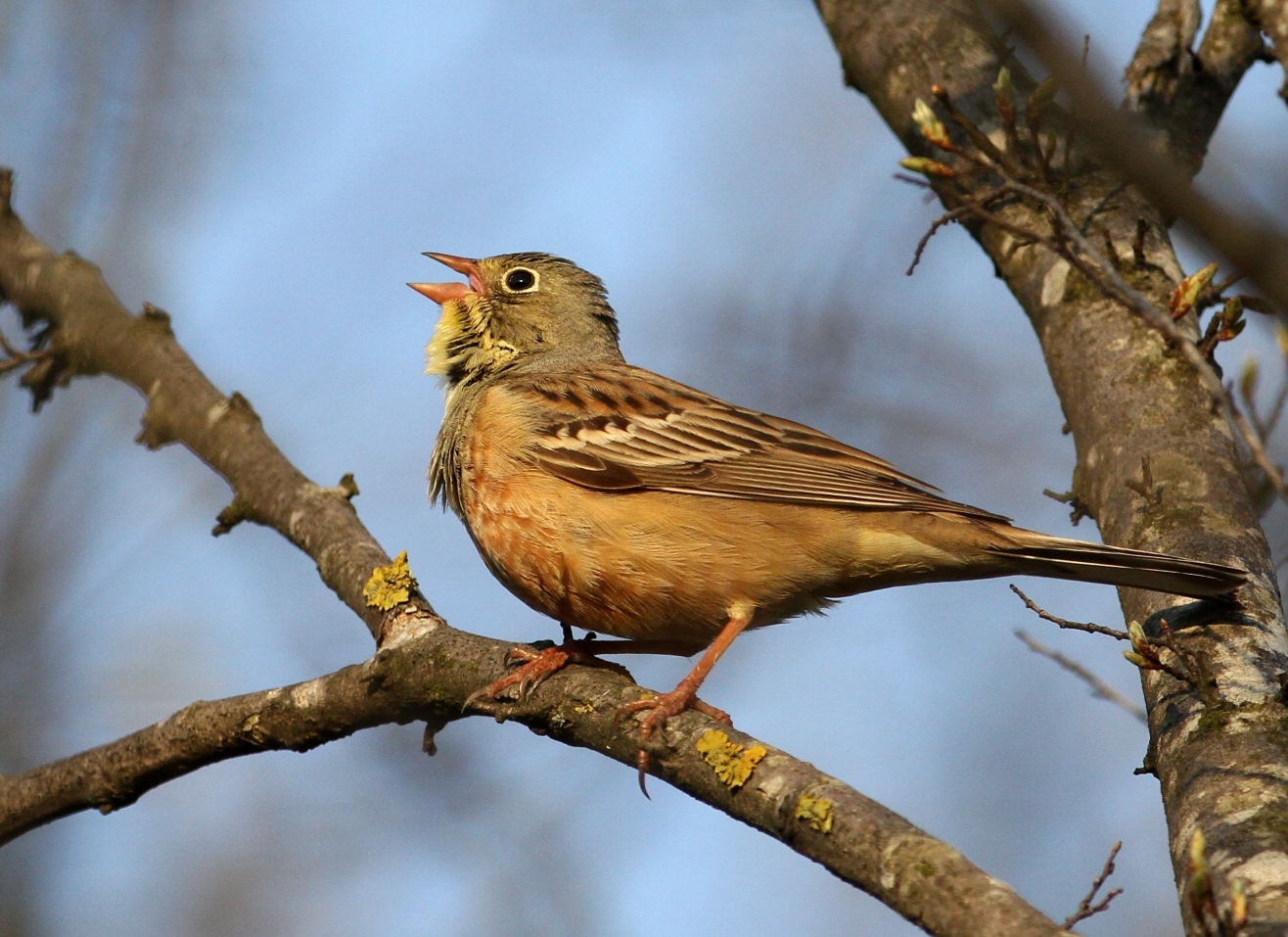
Presură de grădină (Emberiza hortulana)

Încadrat în bioregiunea geografică continentală a Luncii Dunării, de la confluența cu râul Jiu (din dreptul satului Sărata, Dolj) până în dreptul hotarului dintre localitățile Grojdibodu și Gura Padinii, Olt; situl dispune de șase tipuri de habitate naturale: Ape dulci continentale (stătătoare, curgătoare), Culturi cerealiere extensive (inclusiv culturile de rotație cu dezmiriștire), Păduri caducifoliate, Păduri în tranziție, Pajiști ameliorate și Alte terenuri arabile; ce asigură adăpost și condiții prielnice de odihnă, hrănire,reproducere și cuibărire pentru diferite specii de păsări migratoare. În arealul sitului sunt întâlnite suprafețe întregi cu soluri semiaride (sau chiar lipsite de vegetație) formate în mare parte din aluviuni nisipoase, cu relief de dune.
La baza desemnării ariei naturale se află câteva specii avifaunistice protejate la nivel european prin Directiva 79/409/CEE din 2 aprilie 1979 (privind conservarea păsărilor sălbatice) sau aflate pe lista roșie a IUCN; astfel: stârc galben (Ardeola ralloides), rață roșie (Aythya nyroca), fâsă de câmp (Anthus campestris), barză albă (Ciconia ciconia), caprimulg (Caprimulgus europaeus), dumbrăveancă (Coracias garrulus), cioară de semănătură (Corvus frugilegus), egretă mică (Egretta garzetta), presură de grădină (Emberiza hortulana), frunzărița cenușie (Hippolais pallida), sfrâncioc roșiatic (Lanius collurio), sfrânciocul cu frunte neagră (Lanius minor), stârc de noapte (Nycticorax nycticorax), lopătar (Platalea leucorodia) și silvie porumbacă.

## Căi de acces
- Drumul național DN54A, pe ruta: Corabia - Gura Padinii - Hotaru, Olt - Dăbuleni - Călărași, Dolj (38 km.)